# Lauris Reiniks
 Lauris Reiniks (né le 11 juillet 1979 à Dobele, Lettonie) est un chanteur, acteur et présentateur letton.
Il naît dans une famille de musiciens et étudie les sciences de l'information et de la communication à l'Université de Lettonie, et l'art dramatique à Los Angeles. Il est très connu dans les pays baltes et a déjà enregistré plus de 8 disques en 10 langues. Il gagne le concours Dancing with the Stars et est considéré comme le roi de YouTube en Lettonie.

## Discographie
- Planet 42 (2002)
- Lidot savādāk (2003)
- Tik balti (2003)
- Never Look Back (F.L.Y.) (2003)
- Debesskrāpju spīts (2005)
- Nakts veikalā (2007)
- Es skrienu (2010)
- Aš bėgu (2011)
- Ma jooksen (2011)
- Lauris Reiniks Ziemassvētkos (2012)